# Chen Gang

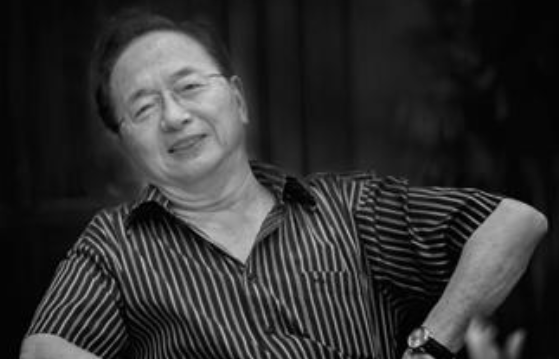
Chen Gang (en 2018)

Chen Gang, né à Shanghai le 10 mars 1935, est un pianiste et compositeur chinois. Il est particulièrement connu pour avoir écrit le Concerto pour violon Les Amants papillons (1959).

## Biographie
Son père Chen Gexin était musicien, d'une double origine chinoise et indienne. Chen reçut une éducation « occidentale » à Shanghai dès son plus jeune âge, étudiant avec des musiciens européens. Son père Chen Gexin composa Rose Rose I Love You, Phoenix on the Fly et Shanghai by Night, qui sont les chansons sur lesquelles Zhou Xuan et d'autres chanteurs de Shanghai sont devenus célèbres.
En 1949, juste après la libération de Shanghai, Chen Gexin envoya Chen Gang, âgé de 14 ans, rejoindre l'Armée populaire de libération.
Chen Gang entra ensuite en classe de composition du Conservatoire de musique de Shanghai en 1955, étudiant la composition avec Ding Shande, l'harmonie avec Sang Dong et la théorie de l'analyse du travail avec des experts soviétiques étudiant Arzamalov, avant d'obtenir son diplôme en 1959 et de composer le Concerto pour violon pour Liang & Zhu avec He Zhanhao.
Après avoir obtenu son diplôme, Chen Gang commença à enseigner l'harmonie au Conservatoire de Shanghai à partir de 1960.
À l'approche de la Révolution culturelle, son œuvre connut un succès certain et sa musique, jugée «moderniste» et influencée notamment par le Jazz, pour la comédie cinématographique interdite Soccer Fan, furent dans le collimateur de la censure, et Chen Gang fut envoyé dans les montagnes de Dabie Shan en 1963[3]. Malgré tout, il essaya, même dans les moments difficiles, de combiner la musique chinoise avec des influences occidentales. Selon les témoignages de ses élèves, il a également expérimenté la technique dodécaphonique, interdite en Chine, dans des œuvres non publiées
Chen Gang est membre du Comité national de la Conférence consultative politique du peuple chinois (CCPPC), membre du conseil de l'Association chinoise de musique et professeur de composition au Conservatoire de musique de Shanghai. Il s'est rendu aux États-Unis, au Canada, en France, à Singapour, à Hong Kong, au Japon et à Taïwan. Il figure dans dix-huit répertoires mondiaux, dont Who's Who in the World (Qui est qui dans le monde) et Who's Who in the Music World (Qui est qui dans le monde de la musique) et a reçu un «Certificat international du mérite culturel».
Dans les années 1970, il a composé des œuvres comme The Sun Shines on Tashkent et The Dawn in the Miao Mountains, avec lesquelles il a de nouveau remporté un succès national.
Lors d'une tournée de concerts en 1981, il se produit dans vingt universités aux États-Unis, au Canada et à Hong Kong.
Au milieu des années 1980, il écrit un concerto pour hautbois et le Concerto pour piano Liang Zhu – variante de sa composition à succès pour violon. Dans les années qui suivent, il compose notamment un autre concerto pour violon sous le titre Wang Zhaojun, qui est créé en 1986 à Shanghai par la violoniste japonaise Takako Nishizaki.
En 1990, il se rend de nouveau à Toronto et participe en tant que pianiste à l'exécution de son quintette avec piano Jingdiao, dans lequel il combine des instruments occidentaux avec ceux de la musique populaire chinoise.
Chen Gang a également été directeur artistique du Shanghai Chamber Music Ensemble et président de la Chinese Musicians' Association. En 2018 encore, il participe en tant que pianiste à quelques œuvres lors d'un concert organisé en son honneur à Shanghai.

## Œuvre
Gang composa le premier concerto pour harpe et le premier concerto pour hautbois en Chine. Ses œuvres comprennent également des poèmes symphoniques, des chœurs et des ensembles de musique de chambre. Ses œuvres se distinguent par leur riche fusion de sentiments folkloriques et de techniques de composition contemporaines.

### Œuvres pour violon
- Solo
  - Matin à Miaoling (1975)
  - Le foyer d'or
  - Le soleil brille sur Tashkurgan

- Concerto 
  - Wang Zhaojun

### Littérature
Il est l'auteur d'un livre d'essais intitulé Blackness (Noirceur) ainsi que d'un recueil d'essais intitulé 黑色浪漫曲 (Romance noire) et de 三只耳朵听音乐 (Trois oreilles pour la musique).